# Anaspidoglanis boutchangai
Anaspidoglanis boutchangai és una espècie de peix de la família dels auquenoglanídids i de l'ordre dels siluriformes.

## Morfologia
- Els mascles poden assolir 22,5 cm de longitud total.
- Nombre de vèrtebres: 37.[5][6]

## Hàbitat
És un peix d'aigua dolça i de clima tropical.

## Distribució geogràfica
Es troba a Àfrica: conques dels rius Ogooué (Gabon) i Kouilou.